# Blatticola tuapakae
Blatticola tuapakae är en rundmaskart som beskrevs av Dale 1966. Blatticola tuapakae ingår i släktet Blatticola och familjen Thelastomatidae. Inga underarter finns listade i Catalogue of Life.